# Anandra basilana
Anandra basilana är en skalbaggsart som beskrevs av Stefan von Breuning 1974. Anandra basilana ingår i släktet Anandra och familjen långhorningar.
Artens utbredningsområde är Filippinerna. Inga underarter finns listade i Catalogue of Life.